# Informační a kybernetické síly Armády České republiky
Informační a kybernetické síly jsou druhem sil spadající pod Armádu ČR. Ve struktuře velení a řízení Armády České republiky spadají do taktické úrovně společně s Pozemními silami, Vzdušnými silami, Speciálními silami, Teritoriálními silami a Silami pro operace. Nadřízenou (operační) úroveň tvoří Velitelství pro operace, které plánuje, velí a řídí operace sil a prostředků na území České republiky i mimo něj.  
Úkolem kybernetických a informačních sil je zejména provádění informačních operací, psychologických operací, civilně-vojenské spolupráce (CIMIC), monitorování informačního prostoru a podpoře strategické komunikace (StratCom).
Za tímto účelem disponuje dvěma Středisky informačních operací (jedno tvořené vojáky Aktivní zálohy), Střediskem CIMIC, Střediskem informační podpory a Střediskem podpory StratCom. Tyto jednotky všestranně podporuje Skupina podpory svou multimediální tvorbou a Četa zabezpečení základní logistikou. Skupina sídlí v posádce Olomouc.
K 1. červenci 2024 došlo k reorganizaci, kdy ze skupina kybernetických sil a informačních operací vznikla 91. skupina informačního boje a z Centra CIRC vznikla 92. skupina kybernetického boje. Do budoucna je plánováno další rozšíření až na 600 příslušníků.

## Organizační struktura

### Velitelství informačních a kybernetických sil (VeInKyS)
VeInKyS zastřešuje kybernetické síly a jednotky zapojené do informačních operací, navrhuje a řídí operace v kybernetickém prostoru podle pokynů náčelníka Generálního štábu Armády České republiky.
Výkonné prvky:
- 91. skupina informačního boje (Olomouc)[2]

91.skupina slouží jako operační složka dohlížející na akce řízené velitelstvím. Mezi jeho povinnosti patří ochrana kybernetické infrastruktury ČR, monitorování kybernetických hrozeb. Kromě toho se skupina zapojuje do psychologických a informačních operací a civilně-vojenské spolupráce apelující na komunikaci s veřejností.
- 92. skupina kybernetického boje (Brno)[2]

Účelbudované  92. skupiny kybernetického boje je hlavně monitorování a ochrana informačních systémů armády a příprava na boj v informačním prostředí.